# 62 (число)
62 (шістдеся́т два) — натуральне число між  61 та  63.

## У математиці
- 262 = 4611686018427387904

## У науці
- Атомний номер  самарію

## В інших областях
- 62 рік, 62 рік до н. е., 1962 рік
- ASCII-код символу «>»